# Rendzină
Rendzina este o grupă de soluri formate pe un substrat calcaros într-un climat umed sau semiuscat. 
Rendzina este răspândită pe calcarele de pe versanții stâncoși ai Nistrului, Răutului și ai unor afluenți ai Prutului. Ea se formează sub o vegetație ierboasă sau arboricolă petrofită. Pe ea se dezvoltă foarte rar vița de vie și pomii fructiferi.